# Dagui
Dagui (kinesiska: 大贵, 大贵镇) är en köpinghuvudort i Kina. Den ligger i provinsen Heilongjiang, i den nordöstra delen av landet, omkring 110 kilometer nordost om provinshuvudstaden Harbin. Antalet invånare är 32 555. Befolkningen består av 15 767 kvinnor och 16 788 män. Barn under 15 år utgör 14,0 %, vuxna 15-64 år 79 %, och äldre över 65 år 5,0 %.
Runt Dagui är det ganska tätbefolkat, med 86 invånare per kvadratkilometer. Närmaste större samhälle är Dongxing, 15,9 km norr om Dagui. Trakten runt Dagui består till största delen av jordbruksmark.
Genomsnittlig årsnederbörd är 884 millimeter. Den regnigaste månaden är juli, med i genomsnitt 187 mm nederbörd, och den torraste är januari, med 9 mm nederbörd.